# Arvorig FM
Arvorig FM és una emissora de ràdio associativa bretona fundada el 1998. Inicialment era basada a Commana però actualment té la seu a Landerneau. Les seves emissions són exclusivament en bretó i emet principalment música bretona i músiques del món. Emet en freqüència modulada (Landerneau 91.7 i 107 MHz), principalment a Bro Leon, i també és accessible per internet.
Arvorig FM rep subvencions del Consell Regional de Bretanya i del Consell General de Finisterre.